# Viola septemloba
Viola septemloba Leconte – gatunek roślin z rodziny fiołkowatych (Violaceae). Występuje endemicznie w Stanach Zjednoczonych – w Alabamie, na Florydzie, w Georgii, Luizjanie, Missisipi, Karolinie Północnej, Karolinie Południowej oraz Teksasie. W całym swym zasięgu jest gatunkiem bliskim zagrożeniu.

## Morfologia
PokrójBezłodygowa bylina dorastająca do 5–30 cm wysokości. Tworzy grube, mięsiste kłącza.
LiścieLiści odziomkowych jest 5 lub 6, są wyprostowane lub wznoszące się, młode liście mają mniej więcej owalny kształt (czasami są potrójnie klapowane), później blaszka liściowa staje się 7- lub 9-klapowana, mierzy 1–9 cm długości oraz 1–10 cm szerokości, jest zwykle całobrzega, ma nasadę od sercowatej do szeroko sercowatej i ostry lub nagle zaostrzony wierzchołek, środkowe klapy są eliptyczne, lancetowate, łyżeczkowate lub odwrotnie jajowate (sporadycznie równowąskie), natomiast boczne są od lancetowatych lub łyżeczkowatych do sierpowatych, jej powierzchnia jest zazwyczaj naga. Ogonek liściowy jest zazwyczaj nagi i osiąga 1,5–7 cm długości. Przylistki są równowąsko lancetowate, całobrzegie, o ostrym wierzchołku.
KwiatyPojedyncze, osadzone na zazwyczaj nagich szypułkach o długości 2-20 cm, wyrastających z kątów pędów. Mają działki kielicha o kształcie od lancetowatego do owalnego. Płatki mają barwę od jasnoniebieskofioletowej do ciemnoniebieskofioletowej na obu powierzchniach, trzy płatki dolne są białe u nasady i mają ciemnofioletowe żyłki, dwa górne są czasami białe u podstawy, dwa boczne są gęsto brodate, najniższy płatek mierzy 15-25 mm długości, posiada garbatą, czasami brodatą ostrogę o długości 2-3 mm i zazwyczaj liliowej (czasami białawej) barwie. Główka słupka jest bezwłosa.
OwoceNagie torebki mierzące 11-14 mm długości, o elipsoidalnym kształcie. Nasiona maja beżową barwę z brązowymi przebarwieniami, osiągają 2–3 mm długości.

## Biologia i ekologia
Rośnie na terenach piaszczystych, w suchych lub sezonowo wilgotnych lasach sosnowych lub mieszanych (sosnowo-liściastych). Występuje na wysokości do 200 m n.p.m. Kwitnie od marca do maja.
Liczba chromosomów 2n = 54.